# Pays Arédien
 (mars 2025).
Si vous disposez d'ouvrages ou d'articles de référence ou si vous connaissez des sites web de qualité traitant du thème abordé ici, merci de compléter l'article en donnant les références utiles à sa vérifiabilité et en les liant à la section « Notes et références ».
Le pays Arédien est une région touristique du département de la Haute-Vienne.
Il correspond approximativement aux cantons de Saint-Yrieix-la-Perche et de Nexon, à proximité du parc naturel régional Périgord Limousin. Son nom provient de l'ermite Arédius ou Yrieix qui fonda un monastère sur le territoire d'une de ses villae qui est devenu la ville de Saint-Yrieix-la-Perche.
Ces cantons connurent la prospérité grâce à leurs nombreuses tanneries de peaux de chats, industrie florissante jusqu'au XIVe siècle.[réf. souhaitée]